# الانسحاب من الاتحاد الأوروبي

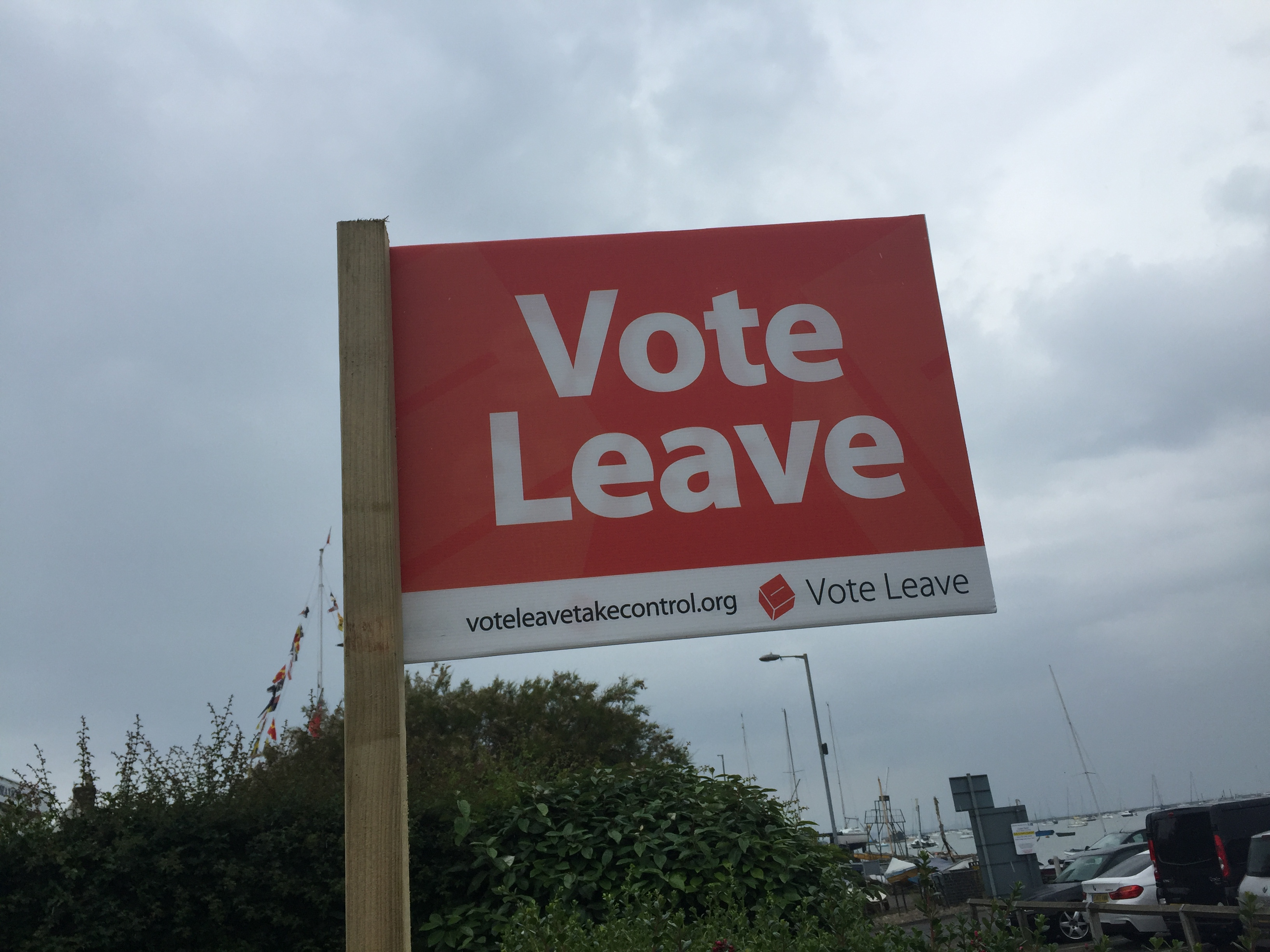
لافتة 'Vote Leave' خلال حملة الاستفتاء البريطاني على الخروج من الاتحاد الأوروبي (Brexit)

الانسحاب من الاتحاد الأوروبي هو العملية السياسية والقانونية التي تكف بموجبها دولة عن أن تكون دولة عضو في الاتحاد الأوروبي. تنص المادة 50 من معاهدة الاتحاد الأوروبي بأنه «يحق لأي دولة عضو أن تنسحب من الاتحاد بشكل يتماشى مع المقتضيات الدستورية الخاصة بها».
حتى شهر فبراير من عام 2022، كانت المملكة المتحدة الدولة العضو السابقة الوحيدة التي انسحبت من الاتحاد الأوروبي. بدأت عملية الانسحاب تلك مع تفعيل حكومة المملكة المتحدة المادة 50 للبدء بانسحاب المملكة المتحدة من الاتحاد الأوروبي في 29 مارس 2017 بعد استفتاء بقاء المملكة المتحدة ضمن الاتحاد الأوروبي الذي أجري في شهر يونيو من عام 2016، وجُدول موعد الانسحاب في 29 مارس 2019. سعت المملكة المتحدة في وقت لاحق وراء عدد من التمديدات اللمادة 50 حتى 31 يناير من عام 2020، ومُنحت المملكة تلك التمديدات. في 23 يناير 2020، أقر برلمان المملكة المتحدة اتفاقية الانسحاب، وأقرها البرلمان الأوروبي في 29 يناير 2022. خرجت المملكة المتحدة من الاتحاد الأوروبي في 31 يناير 2020 عند الساعة 11 ليلًا بتوقيت غرينيتش منهية بذلك عضويتها في الاتحاد التي امتدت لـ 47 عامًا. وانسحبت أيضًا أربعة أقاليم من الدول الأعضاء في الاتحاد الأوروبي: الجزائر الفرنسية (عند استقلالها عام 1962) وغرينلاند (في عام 1985 في أعقاب استفتاء) سان بيير وميكلون (أيضًا في العام 1985، بشكل أحادي) وسان بارتليمي (في عام 2012)، وأصبحت الأراضي الثلاث الأخيرة أقاليم ذات عضوية خاصة في الاتحاد الأوروبي.

## الخلفية
طالبت الدول التي كان من المقرر أن تنضم إلى الاتحاد الأوروبي في عام 2004 بحق الخروج من الاتحاد في المؤتمر الأوروبي لعامي 2002-2003. وأرادت الدول المنضمة خيار الخروج من الاتحاد الأوروبي في حال كانت العضوية في الاتحاد ستؤثر عليها بشكل سلبي. في وقت لاحق خلال المفاوضات، وفي دول مثل الدانمارك والمملكة المتحدة، دفع المعارضون لتوسيع الاتحاد الأوروبي باتجاه إضافة المادة 50. كان مشروع المادة 50، التي تتيح لدولة عضو أن تنسحب من الاتحاد، قد صيغ في الأصل من قبل العضو المستقل في البرلمان البريطاني النبيل الإسكتلندي والدبلوماسي السابق بارون كير كينلوتشارد جون كير، الأمين العام للمؤتمر الأوروبي الذي صاغ مسودة الاتفاقية الدستورية للاتحاد الأوروبي. في أعقاب فشل عملية إقرار الدستور الأوروبي، أُدرج الشرط ضمن اتفاقية لشبونة التي دخلت حيز التنفيذ في عام 2009.
قبل ذلك، لم يكن هناك أي بند في معاهدات أو قوانين الاتحاد الأوروبي يشير إلى إمكانية انسحاب دولة بصورة إرادية من الاتحاد الأوروبي. وغياب بند كهذا جعل الانسحاب صعبًا من الناحية التقنية، دون أن يجعله مستحيلًا. من الناحية القانونية، كان هناك تأويلان لإمكانية خروج دولة. الأول، كانت الدول ذات السيادة تمتلك الحق في الانسحاب من التزاماتها الدولية، والثاني، تدوم الاتفاقيات لفترة غير محددة، دون وجود بند للانسحاب والدعوة إلى «اتحاد أقرب»، إذ يتعارض التزام كهذا بالتوحد مع الانسحاب الأحادي الجانب. ينص مؤتمر فيينا حول قوانين الاتفاقيات على أنه حين يرغب طرف بالانسحاب بشكل أحادي الجانب من اتفاقية لا تحوي بندًا يتطرق إلى الانفصال، فليس هناك سوى حالتين تتيحان الانفصال: حين تقر جميع الأطراف بحق غير رسمي في الانفصال، وحين تتغير الأوضاع بشكل جذري، وتتغير التزامات الموقعين بشكل جذري.

## الإجراء
طرحت المادة 50 من معاهدة الاتحاد الأوروبي، التي سنتها معاهدة لشبونة في 1 ديسمبر 2009، للمرة الأولى إجراءً لانسحاب إرادي لدولة عضو من الاتحاد الأوروبي. تنص المادة على:
1. بإمكان أي دولة عضو الانسحاب من الاتحاد بشكل يتماشى مع المتطلبات الدستورية الخاصة بها.
2. يجب أن تُخطر الدولة العضو التي تقرر الانسحاب المجلس الأوروبي بنواياها. وفي ضوء الإرشادات التي ينص عليها المجلس الأوروبي، سيفاوض الاتحاد تلك الدولة وسيبرم اتفاقية معها، وسيضع ترتيبات انسحابها آخذًا بعين الاعتبار إطار علاقاتها المستقبلية مع الاتحاد. وتُعقد مفاوضات تلك الاتفاقية بشكل يتماشى مع المادة 218(3) من معاهدة عمل الاتحاد الأوروبي. وستبرم الاتفاقية من قبل مجلس [الاتحاد الأوروبي] بالنيابة عن الاتحاد، من خلال أغلبية مؤهلة بعد نيل موافقة البرلمان الأوروبي.
3. توقف تطبيق المعاهدات على الدولة المعنية ابتداءً من تاريخ سريان مفعول اتفاقية الانسحاب أو، في حال فشل ذلك، بعد عامين من الإخطار المشار إليه في الفقرة رقم 2، ما لم يقرر المجلس الأوروبي، بالاتفاق مع الدولة العضو المعنية، بالإجماع تمديد تلك الفترة.
4. في ما يتعلق بأهداف الفقرتين 2 و3، لن يشارك عضو المجلس الأوروبي أو المجلس الممثل لتلك الدولة العضو المنسحبة في مناقشات المجلس الأوروبي أو المجلس أو في قرارات تتعلق به. الأغلبية المؤهلة تعرّف بشكل يتماشى مع المادة 238(3)(ب) من معاهدة عمل الاتحاد الأوروبي.
5. في حال طلبت دولة كانت قد انسحبت إعادة الانضمام إلى الاتحاد، سيخضع طلبها لإجراء مشار إليه في المادة 49.

لا تغطي هذه الفقرة بعض الأقاليم البعيدة التي لا تتطلب مراجعة شاملة للمعاهدة بموجب البند 355.

### التقدم بالطلب
هكذا، وحالما تُخطر دولة عضو المجلس الأوروبي بنواياها بالخروج من الاتحاد الأوروبي، تبدأ فترة تُجرى خلالها مفاوضات لاتفاقية الانسحاب، وتُطرح فيها ترتيبات الانسحاب وتُرسم خطة لعلاقات ذلك البلد المستقبلية مع الاتحاد. وتعود مسألة بدأ العملية إلى الدولة العضو الراغبة بالخروج من الاتحاد.
تتيح المادة انسحابًا بعد عقد مفاوضات، نظرًا إلى تعقيدات الخروج من الاتحاد الأوروبي. إلا أن المادة تتضمن بالفعل تلميحًا قويًا إلى الحق بالانسحاب من الاتحاد بشكل أحادي الجانب. وذلك من خلال حقيقة أنه بإمكان أي دولة أن تقرر الانسحاب من الاتحاد «بشكل يتماشى مع المتطلبات الدستورية الخاصة بها» وأن نهاية تطبيق المعاهدات في دولة عضو ترغب بالانسحاب لا يعتمد على التوصل إلى أي اتفاقية (وبكل الأحوال سيحدث ذلك بعد عامين).

### إعادة الانضمام أو الإبطال أحادي الجانب
لا توضح المادة 50 إذا ما كان باستطاعة الدول العضوة إبطال الإخطار الذي تتقدم به عن نواياها بالانسحاب خلال فترة المفاوضات بينما تزال بلدًا عضوًا في الاتحاد الأوروبي. إلا أن رئيس المجلس الأوروبي تحدث أمام البرلمان الأوروبي في 24 أكتوبر 2017 قائلًا أن «إتمام أو عدم إتمام صفقة البريكزت» أمر يعود إلى بريطانيا. في الحقيقة، الرأي القانوني السائد بين خبراء القانون في الاتحاد الأوروبي ومؤسساته نفسها هو أن الدولة العضو التي تنوي الانسحاب قد تغير رأيها، نظرًا إلى أن «النية» لم تصبح فعلًا بعد، وأن النوايا قد تتغير قبل إتمام الفعل. وحتى قيام الحكومة الاسكتلندية بذلك في أواخر العام 2018، لم تُختبر هذه المسألة في المحاكم. في 10 ديسمبر 2018، حكمت محكمة العدل الأوروبية أن «إرغام دولة عضو على الانسحاب» ضد مشيئتها «سيتعارض مع أهداف معاهدات الاتحاد الأوروبي في إقامة اتحاد أقرب بين شعوب أوروبا»، وأنه نتيجة لذلك بإمكان الدولة العضو إبطال الإخطار بالمادة 50 بشكل أحادي الجانب ودون إذن بقية أعضاء الاتحاد الأوروبي، شريطة ألا تكون الدولة قد خرجت مسبقًا من الاتحاد الأوروبي، وشريطة أن يتقرر الإبطال «بعد عملية ديمقراطية تتماشى مع متطلبات الدستور الوطني».
ينص قرار البرلمان الأوروبي في 5 أبريل من عام 2017 (حول المفاوضات مع المملكة المتحدة بعد إخطارها بأنها تنوي الانسحاب من الاتحاد الأوروبي) على أن «إبطال الإخطار يحتاج إلى أن يكون خاضعًا لشروط تحددها دول الاتحاد الأوروبي الـ 27، من أجل ألا يُستخدم كجهاز إجرائي أو ألا يساء استخدامه في محاولة لتطوير الشروط الراهنة لعضوية المملكة المتحدة». ذكر قسم سياسة الاتحاد الأوروبي لحقوق المواطنين والقضايا الدستورية أن الحق الافتراضي في إبطال الأخطار لا يمكن سوى أن تتفحصه وتؤكده وتدرسه مؤسسة تابعة للاتحاد الأوروبي مؤهلة للقيام بهذا الأمر، ألا وهي محكمة عدل الاتحاد الأوروبي. إضافة إلى ذلك تعتبر المفوضية الأوروبية أن المادة 50 لا تنص على الانسحاب أحادي الجانب للإخطار. أيضًا، يرى جون كير، صاحب فكرة المادة 50، أن العملية قابلة للنقض، ويوافقه على ذلك يينز دامان. في حين يخالفهما الرأي ستيفن ويثيريل. وذكر الأمين السابق للبريكزت ديفيد ديفيز أن الحكومة البريطانية «ليست متأكدة» من إمكانية إبطال المادة 50، وأن رئيس وزراء بريطانيا [تيريزا ماي آنذاك] «لا ينوي» إبطالها. وتمديد مدة العامين منذ الإخطار حتى الخروج من الاتحاد ما يزال يتطلب تأييدًا بالإجماع من كل الدول العضوة، وتنص على ذلك بوضوح المادة 50(3).
وفي حال أرادت دولة عضوة سابقة أن تنضم مجددًا إلى الاتحاد الأوروبي بعد الخروج منه، فذلك سيخضع للشروط ذاتها التي تخضع لها أي دولة تتقدم بطلب للانضمام وتحتاج إلى التفاوض على معاهدة انضمام تقرها كل دولة عضو.